# Vilar de Barrio
Vilar de Barrio är en kommun i Spanien. Den ligger i provinsen Ourense i den autonoma regionen Galicien i nordvästra delen av landet, 400 km nordväst om huvudstaden Madrid. Antalet invånare är 1 199 (2024). Arean är 106,74 kvadratkilometer.